# Matriz densidade
Em mecânica quântica, uma matriz densidade, ou operador densidade, é uma matriz semidefinida positiva auto-adjunta (ou Hermitiano), (dimensionalmente possivelmente infinita), de traço um, que descreve o estado estatístico de um sistema quântico. O formalismo foi introduzido por John von Neumann (e de acordo com outras fontes, independentemente por Lev Landau e Felix Bloch) em 1927.

## Estados mistos e puros
Quando uma medida é operada em um sistema quântico, ela só possui sentido se for utilizado o conceito de média de ensemble, ou seja, sistemas a priori identicamente preparados. Após a realização da medida obtêm-se uma caracterização estatística dos constituintes do estado final total, composto por todos os subsistemas onde a medição fora realizada. Por exemplo, após a realização de um experimento de Stern-Gerlach, sabemos que o estado físico do feixe de átomos de prata após a interação com o campo magnético externo possui uma população de 50% dos seus átomos colapsados em um estado de spin para cima e a parcela restante, também composta por 50%, possui spin para baixo. Entretanto, ao sair do forno, ou em outras palavras, antes da medição, não podemos caracterizar os estados físicos dos átomos que constituem o feixe; o spin individual de cada átomo pode estar apontando para qualquer direção, utilizando termos gerais, o estado físico é randômico. 
Para o caso dos sistemas físicos onde não ocorreu uma medição, sabemos que eles são compostos por um número finito de constituintes, de forma que podemos atribuir um peso a sua população relativa de um dado estado particular, ou seja,
{\displaystyle |a\rangle =p_{1}|1\rangle +p_{2}|2\rangle +...+p_{N}|N\rangle =\sum _{m=1}^{N}p_{m}|m\rangle }
Nesta equação, {\displaystyle |a\rangle } é o ket que representa o sistema físico antes de uma medida, os coeficientes {\displaystyle p_{m}} configuram os pesos dados pela população fracionária que possui em comum a representação do ket {\displaystyle |n\rangle } e N é o número de indivíduos no ensemble, ou o número de sistemas identicamente preparados. Nesse caso, deve-se tomar cuidado para não confundir o número de indivíduos que compõem o sistema com a dimensão do espaço gerado pelos autovetores de um dado observável, N geralmente supera com folga a dimensão do auto-espaço de um dado operador.  Como estamos tratando de uma população fracionária, obviamente, a soma dos pesos deve ser a unidade. Somos impostos a condição
{\displaystyle \sum _{m=1}^{N}p_{m}=1}
Além disso, não se tem nenhuma informação geométrica dos kets mediados pelos {\displaystyle p_{n}'s.} Eles podem muito bem ser ortogonais entre si, como não, podem ser autovetores de um operador em comum como também o podem não ser e nem sabemos se os operadores que os representam são compatíveis ou não. Sendo assim, podemos definir a natureza estatística deste conjunto; antes de realizarmos a medida em um sistema composto pela população de estados físicos, considerando que exista mais de um {\displaystyle p_{n}}diferente de zero, dizemos que {\displaystyle |a\rangle } configura um ensemble misto. Agora, após a realização de uma medida, podemos analisar em sua totalidade a parte da população fracionária caracterizada por um certo estado físico em comum, ou seja, a coletânea de sistemas físicos tais quais são representadas por um único ket. Para este último caso, damos o nome de ensemble puro. Ou seja, um ensemble misto é composto por uma coleção de ensembles puros.

## Construção do operador densidade
Considerando a medida de algum observável, essa o qual só será possibilitada a partir de uma média sobre ensembles, como por exemplo o observável {\displaystyle {\hat {G}}}, que na construção formal da mecânica quântica é um operador, obtemos para sua média {\displaystyle {\bar {G}},}
{\displaystyle {\bar {G}}=\sum _{m=1}^{N}p_{m}\langle m|{\hat {G}}|m\rangle =\sum _{m=1}^{N}p_{m}\langle m|{\hat {G}}{\hat {1}}|m\rangle =\sum _{m=1}^{N}\sum _{g}p_{m}\langle m|{\hat {G}}|g\rangle \langle g|m\rangle }
Valendo a equação de autovalores {\displaystyle {\hat {G}}|g\rangle =g|g\rangle }, obtêm-se,
{\displaystyle {\bar {G}}=\sum _{m=1}^{N}\sum _{g}p_{m}|\langle g|m\rangle |^{2}g}
A partir deste resultado, deve-se alertar a construção de duas estatísticas independentes na obtenção de uma única medida, os pesos populacionais de cada estado físico, compõem uma abordagem estatística que acaba mediando a média de ensemble das previsões quânticas, que também constituem um escopo estatístico em si.
O formalismo quântico permite quantas mudanças de base forem necessárias, de forma que podemos escrever,
{\displaystyle {\bar {G}}=\sum _{m=1}^{N}p_{m}\langle m|{\hat {1}}{\hat {G}}{\hat {1}}|m\rangle =\sum _{m=1}^{N}p_{m}\sum _{i}\sum _{j}\langle m|i\rangle \langle i|{\hat {G}}|j\rangle \langle j|m\rangle =\sum _{i}\sum _{j}\left(\sum _{m=1}^{N}p_{m}\langle j|m\rangle \langle m|i\rangle \right)\langle i|{\hat {G}}|j\rangle }
O termo destacado entre parenteses é definido como elemento de matriz de um certo operador hermitiano, denominado matriz densidade ou ainda, operador densidade {\displaystyle {\hat {\rho }},}
{\displaystyle \rho _{ij}=\langle i|{\hat {\rho }}|j\rangle =\sum _{m=1}^{N}p_{m}\langle i|m\rangle \langle m|j\rangle }
Sendo assim, a forma geral do operador é dada por,
{\displaystyle \rho \equiv \sum _{m=0}^{N}p_{m}|m\rangle \langle m|}
Considerando esta construção, a expressão para {\displaystyle {\hat {G}}}toma uma forma muito mais compacta,
    {\displaystyle {\hat {G}}=\sum _{i}\sum _{j}\langle j|{\hat {\rho }}|i\rangle \langle i|{\hat {G}}|j\rangle =\sum _{j}\langle j|{\hat {\rho }}\underbrace {\sum _{i}|i\rangle \langle i|} _{\hat {1}}{\hat {G}}|j\rangle =\sum _{j}\langle j|{\hat {\rho }}{\hat {G}}|j\rangle =Tr[{\hat {\rho }}{\hat {g}}]}
Onde a operação {\displaystyle Tr[{\hat {\rho }}{\hat {g}}]}corresponde ao traço do operador resultante do cálculo de {\displaystyle {\hat {\rho }}{\hat {G}}}, ficando assim explicita o poder generalizado desta construção: o traço independe da representação.
Resumidamente, encontramos que a média sobre ensemble de um observável {\displaystyle {\hat {G}}} é dada por,
{\displaystyle {\bar {G}}=Tr[{\hat {\rho }}{\hat {G}}]}
Agora, analisando o traço do operador identidade separadamente, temos que,
{\displaystyle Tr[{\hat {\rho }}]=\sum _{j}\sum _{m=0}^{N}p_{m}\langle j|m\rangle \langle m|j\rangle =\sum _{m=0}^{N}p_{m}\langle m|{\hat {\rho }}\underbrace {\left(\sum _{j}|j\rangle \langle j|\right)} _{\hat {1}}|m\rangle =\sum _{m=0}^{N}p_{m}\underbrace {\langle m|m\rangle } _{1}=1}
Agora, para um ensemble puro, onde a população relativa torna-se total, com {\displaystyle p_{1}=1,}teremos a matriz densidade {\displaystyle {\hat {\rho }}_{P},}
   {\displaystyle {\hat {\rho }}_{P}=|m\rangle \langle m|}  
Daí, tem-se que,
{\displaystyle {\hat {\rho }}_{P}{\hat {\rho }}_{P}={\hat {\rho }}_{P}^{2}=|m\rangle \underbrace {\langle m|m\rangle } _{1}\langle m|=|m\rangle \langle m|={\hat {\rho }}_{P}}
Ou seja, {\displaystyle {\hat {\rho }}_{P}}é um projetor,
{\displaystyle {\hat {\rho }}_{P}^{2}={\hat {\rho }}_{P}\rightarrow {\hat {\rho }}_{P}({\hat {\rho }}_{P}-{\hat {1}})=0}
Então, somente para um estado puro,  
{\displaystyle Tr[{\hat {\rho }}_{P}^{2}]=1}
Sendo assim, os autovalores associados ao operador densidade de ensembles puros deve sempre ser zero ou um, de forma que quando diagonalizamos a matriz densidade esperamos encontrar um objeto matemático na forma de, 
{\displaystyle {\hat {\rho }}_{P}\doteq {\begin{pmatrix}0&...&0&0&0&...&0\\\vdots &...&0&0&0&...&0\\0&...&0&1&0&...&0\\\vdots &...&0&0&0&...&0\\0&...&0&0&0&...&0\end{pmatrix}}}
Em contrapartida, um ensemble totalmente misto deve possuir a matriz densidade {\displaystyle {\hat {\rho }}_{M}}, com a estrutura,
{\displaystyle {\hat {\rho }}_{M}\doteq {\frac {1}{N}}{\begin{pmatrix}1&...&0&0&0&...&0\\\vdots &...&1&0&0&...&0\\0&...&0&1&0&...&0\\\vdots &...&0&0&1&...&0\\0&...&0&0&0&...&1\end{pmatrix}}={\frac {1}{N}}{\hat {1}}_{N}}
É obvia a confrontação frente duas matrizes diagonais N-dimensionais, sujeitas a mesma condição de normalização, que representam objetos físicos diametralmente opostos. É conveniente então a definição de uma grandeza que distingua as qualidades físicas intrínsecas a cada objeto. Com este espírito, define-se a entropia de Von Neumann:
{\displaystyle S\equiv -k_{B}Tr[{\hat {\rho }}ln{\hat {\rho }}]}
Como todos os elementos não diagonais de ambas as matrizes são nulos, pode-se escrever a forma diagonal da entropia,
{\displaystyle S=-k_{B}\sum _{n=0}^{N}\rho _{nn}ln\rho _{nn}}
Para um ensemble completamente misto, teremos a entropia {\displaystyle S_{M}}, dada por,
    {\displaystyle S_{M}=k_{B}\sum _{n=0}^{N}\rho _{nn}ln{\frac {1}{\rho _{nn}}}=\sum _{n=1}^{N}{\frac {1}{N}}lnN=lnN}
Em contrapartida, o operador densidade relacionado a um estado puro, resulta em uma entropia {\displaystyle S_{P}}nula,
   {\displaystyle S_{P}=ln(1)=0}
É válida a observação de que, nesta definição, recupera-se a interpretação da medida de desordem de um sistema, o seu caos. Ludwig Boltzmann relacionou a saturação energética natural dos sistemas termodinâmicos, a entropia S, com o número de microestados possíveis  {\displaystyle \Omega } que podem ser acessados ao mesmo, apresentando a equação que hoje consta em sua lápide, {\displaystyle S=k_{B}ln\Omega }. Sendo assim, para pequenos valores de {\displaystyle \Omega }, tem-se uma baixa entropia, além de que para um único estado possível, {\displaystyle \Omega =1}, ocasiona entropia nula, correspondentemente idêntico ao caso puramente quântico explicitado na entropia de Von Neumann para um estado puro.

## Progressão temporal de umensembleestatístico
A fim de avaliar a evolução temporal do operador densidade, é possível tomar sua derivada temporal, onde aprioristicamente  não é considerada uma dependência exclusivamente temporal. Além disso, as populações mantém-se estáticas, sendo assim,
{\displaystyle {\frac {\partial }{\partial t}}{\hat {\rho }}=\sum _{i=0}^{N}{\frac {\partial }{\partial t}}p_{i}|i\rangle \langle i|=\sum _{i=0}^{N}p_{i}\left[\left({\frac {\partial }{\partial t}}|i\rangle \right)\langle i|+|i\rangle \left({\frac {\partial }{\partial t}}\langle i|\right)\right]}
Neste regime é valida a substituição heurística,
 {\displaystyle i\hbar {\frac {\partial }{\partial t}}\rightarrow {\hat {H}}}
Sendo assim, a derivada temporal assume a forma,
{\displaystyle i\hbar {\frac {\partial }{\partial t}}{\hat {\rho }}=\sum _{i=0}^{N}p_{i}\left({\hat {H}}|i\rangle \langle i|-|i\rangle \langle i|{\hat {H}}\right)={\hat {H}}\sum _{i=0}^{N}p_{i}|i\rangle \langle i|-\sum _{i=0}^{N}p_{i}|i\rangle \langle i|{\hat {H}}}
Ou seja, obtém-se,
    {\displaystyle i\hbar {\frac {\partial }{\partial t}}{\hat {\rho }}=[{\hat {H}},{\hat {\rho }}]}
Esta equação pode ser interpretada como o análogo quântico do teorema de Liouville.

## Representação dosensemblesmicro-canônico e canônico quânticos
A conexão entre a mecânica estatística e a mecânica quântica é motivada a partir do segundo postulado da termodinâmica,
Postulado II: Pode-se supor a existência de uma função, chamada entropia, que depende apenas das variáveis extensivas do problema, cujo máximo fornece a configuração de equilíbrio do sistema termodinâmico sob análise.
Levanto em frente as consequências do segundo postulado, pode-se extrair informações a respeito dos ensembles estatísticos a partir da extremização da entropia de Von Neumann, logo,
    {\displaystyle \delta S=0\rightarrow \sum _{n=0}^{N}\delta [\rho _{mm}ln\rho _{mm}]}
É obrigada a restrição sobre este máximo de que a conservação da probabilidade seja confirmada, de forma que inclui-se a restrição,
    {\displaystyle Tr[{\hat {\rho }}]=\sum _{n=0}^{N}\rho _{nn}=1\rightarrow \sum _{n=0}^{N}\delta \rho _{nn}=0}
Sendo assim, a junção entre a restrição imposta e a extremização da entropia é dada via multiplicadores de Lagrange,
{\displaystyle \delta S+\gamma \delta Tr[\rho ]=\sum _{n=0}^{N}\left(ln\rho _{nn}+1+\gamma \right)=0}
Se considerarmos uma variação arbitrária, ela só será possível se o objeto sobre soma for nulo de forma que encontramos,
   {\displaystyle \rho _{nn}=e^{-\gamma -1}\equiv k}
Podemos determinar a constante {\displaystyle k} a partir de uma simples normalização, obtendo {\displaystyle k=1/N}, recupera-se então a expressão para {\displaystyle {\hat {\rho }}_{M}.}
Esse resultado confirma o sucesso da construção; em seu estado mais fundamental, {\displaystyle {\hat {\rho }}_{M}} remonta o ensemble micro-canônico; nesse caso, se considerarmos que não existe degenerescência, cada estado é caracterizado por um ket específico configurando um microestado. Como o peso estatístico de cada microestado é o mesmo, {\displaystyle 1/N}, encontra-se naturalmente a hipótese de microestados igualmente prováveis a priori, uma das hipóteses pioneiras no desenvolvimento de uma mecânica estatística consistente.
Embora tenha sido estabelecida a construção coerente da mecânica estatística quântica, um caso mais rico em aplicações pode ser obtido se somarmos uma restrição na extremização da entropia de Von Neumann,
   {\displaystyle {\bar {H}}=Tr[\rho {\hat {H}}]\equiv U,}
ou seja, a média de energia possui um valor estabelecido. Sob mais esta condição, que remonta um sistema físico em equilíbrio térmico com uma fonte, teremos para uma maximação da entropia,
 {\displaystyle \sum _{n=0}^{N}\delta [\rho _{nn}ln\rho _{nn}+\rho _{nn}+\rho _{nn}\beta E_{n}+\gamma \rho _{nn}]=0\rightarrow ln\rho _{mm}+1+\beta E_{n}+\gamma =0}
Sendo assim, 
    {\displaystyle \rho _{nn}=Ce^{-\beta E_{n}}}
Pode-se determinar a constante a partir de uma normalização direta, da qual obtém-se
    {\displaystyle \rho _{nn}={\frac {e^{-\beta E_{n}}}{\sum _{i=1}^{N}e^{-\beta E_{i}}}}}
A expressão no denominador remonta um conceito muito explorado na mecânica estatística clássica, a função partição {\displaystyle Z,}
{\displaystyle Z=\sum _{i=1}^{N}e^{-\beta E_{i}}=Tr[e^{-\beta {\hat {H}}}]}
Sendo assim, a matriz densidade no ensemble canônico, é expressa por,
 {\displaystyle {\hat {\rho }}={\frac {e^{\beta {\hat {H}}}}{Z}}}
Uma vez determinada a matriz densidade de um certo sistema físico, é possível analisar a magnitude dos seus valores médios. Se considerarmos o observável {\displaystyle {\hat {A}}}de interesse, teremos para o seu valor médio {\displaystyle {\bar {A}},}
{\displaystyle {\bar {A}}={\frac {Tr(e^{-\beta {\hat {H}}}{\hat {A}})}{Z}}}
Um caso específico a ser tratado nos problemas de mecânica estatística é a determinação da energia média de um sistema {\displaystyle {\bar {E}},}também chamada de energia interna {\displaystyle U.}Teremos,
   {\displaystyle {\bar {E}}=U={\frac {1}{Z}}Tr[e^{-\beta {\hat {H}}}{\hat {H}}]=-{\frac {\partial }{\partial \beta }}lnZ}
Equivalentemente na mecânica estatística clássica, onde, 
{\displaystyle \beta ={\frac {1}{k_{B}T}}}